# Alypiodes trimaculata
Alypiodes trimaculata là một loài bướm đêm trong họ Noctuidae.